# Dedric Taylor
Dedric Taylor (* 14. November 1975 in Miami, Florida) ist ein US-amerikanischer Schiedsrichter im Basketball, der seit dem Jahr 2013 in der NBA tätig ist. Er trägt die Uniform mit der Nummer 21.

## Karriere

### College-Basketball
Vor dem Einstieg in die NBA arbeitete er als College-Basketballschiedsrichter u. a. in der Southeastern Conference, Conference USA, Sun Belt Conference, Southern Conference, Mid-Eastern Athletic Conference und Atlantic Sun Conference.

### National Basketball Association
Taylor begann im Jahr 2013 seine NBA-Schiedsrichterlaufbahn beim Spiel der Washington Wizards gegen die Philadelphia 76ers.
Zuvor war er vier Jahre als Schiedsrichter in der NBA G-League tätig.